# Teimuraz Waniszwili
Teimuraz Waniszwili (gruz. თეიმურაზ ვანიშვილი; ur. 21 stycznia 1998) – gruziński zapaśnik startujący w stylu wolnym. Zajął osiemnaste miejsce na mistrzostwach świata w 2022. 
Dziewiąty na mistrzostwach Europy w 2022. Czwarty w Pucharze Świata w 2022 i piąty w 2018. 
Mistrz Europy U-23 w 2021 i trzeci w 2018. Trzeci na ME juniorów w 2017 roku.